# Wattgasse
Die Wattgasse in Wien ist eine in Nord-Süd-Richtung verlaufende wichtige Verkehrsverbindung im 16. Gemeindebezirk, Ottakring, und im 17., Hernals. Straßenrechtlich hat sie den Rang einer Hauptstraße A.

## Name
Die Gasse hieß bis 1884 in Ottakring Sterngasse und in Hernals bis 1894 Bahngasse. Im heutigen 16. Bezirk wurde sie somit vor der 1892 erfolgten Eingemeindung der beiden Ortsgemeinden  nach Wien vom Ottakringer Gemeinderat Wattgasse benannt, im heutigen 17. Bezirk nach der Eingemeindung von der Wiener Stadtverwaltung.
Die Benennung erfolgte nach dem schottischen Erfinder James Watt (1736–1819) in einer Zeit, in der sich die Elektrizität zunehmend als wichtiger Energieträger etablierte; 1883 hatte in der Wiener Rotunde die Internationale Elektrische Ausstellung stattgefunden.

## Lage
Die Wattgasse ist Teil einer Nord-Süd-Verbindungsstrecke zwischen den westlichen Außenbezirken Wiens, die von Gersthof bis direkt vor das Schloss Schönbrunn führt; sie bildet auf dieser Verbindung, von Norden aus gesehen, den 13 Häuserblöcke umfassenden Abschnitt vom südlichen Ende der Lidlgasse (Kreuzung Richthausenstraße / Roggendorfgasse) bis zur Thaliastraße (nördliches Ende der Possingergasse). Sie verläuft parallel zum Gürtel etwa zwölf bis 15 Häuserblöcke entfernt.
Für die Bezirke 16 und 17 ist sie eine wichtige Querverbindung, die die hauptsächlichen Geschäftsstraßen dieser Bezirke (Hernalser Hauptstraße, Ottakringer Straße, Thaliastraße) kreuzt.
Den Hausnummerierungsregeln für Straßen, die das Zentrum Wiens (teilweise) umrunden, entsprechend, sind die Häuser der Wattgasse im Uhrzeigersinn nummeriert, bei der Thaliastraße mit Nr. 1 und 2 beginnend. Ungerade Hausnummern tragen die Gebäude an der westlichen Seite der Wattgasse, gerade Nummern die an der östlichen (stadtzentrumsnäheren) Gassenseite.
Die Wattgasse bildet im Abschnitt von 16., Seeböckgasse / 17., Geblergasse, bis 16. / 17., Sautergasse, die Bezirksgrenze (16. Bezirk an der westlichen Straßenseite). Ungerade Hausnummern bis Nr. 65 und gerade Hausnummern bis Nr. 46 zählen zum 16. Bezirk.

## Verkehr
Die Gasse wird auf volle Länge von der städtischen Autobuslinie 10A (U-Bahn-Station Heiligenstadt bis U-Bahn-Station Niederhofstraße) bedient. Auf kreuzenden Straßen verkehren die ins Stadtzentrum führenden Straßenbahnlinien 43, 44, 2 (früher J und 45) und 46.
Wegen des starken Verkehrsaufkommens ist die Aufenthaltsqualität entlang der Wattgasse gering.

## Bauwerke
Zu den bekanntesten Bauwerken im Bereich der Wattgasse zählen die Neuottakringer Kirche (1894–1898) auf dem Familienplatz (bis 1992 Kernstockplatz) im 16. Bezirk, der die Wattgasse zwischen deren Hausnummern 15 und 17 bzw. 22 und 24 unterbricht, und die Redemptoristenkirche (1886–1889) im 17. Bezirk, die, von Wattgasse 62 durch die Mariengasse einen Häuserblock Richtung Stadtzentrum, auf dem Clemens-Hofbauer-Platz steht.
Daneben erinnern etliche Gebäude an die Vergangenheit des Viertels als mit spätgründerzeitlichen Arbeiterwohnhäusern durchsetztes Industriegebiet.
Der 1965–1967 errichtete Gemeindebau auf Nr. 9 und 11 wurde nach ihrem Tod nach der sozialdemokratischen Gewerkschafterin und Politikerin Wilhelmine Moik (1894–1970) benannt (Gedenktafel). Das Gros der Wohnbauten entlang der Wattgasse stammt aus dem letzten Viertel des 19. Jahrhunderts und hat – mit wenigen Ausnahmen (etwa das Doppelwohnhaus auf Nr. 20, erbaut 1912 nach Plänen des bekannten Architekten Richard Modern) –   vorstädtischen Charakter. Das in sachlichen Formen gehaltene Miethaus Wattgasse 62 und das Post- und Fernsprechamt (Nr. 56–60), in dem sich heute die Förderateliers des Bundes für bildende Kunst und Fotografie befinden, stammen aus der Zeit des Austrofaschismus.
Der Abschnitt der Gasse nördlich der Hernalser Hauptstraße war auf einem Stadtplan um 1910 noch nicht vorhanden. Die Straßenbahnremise (Betriebsbahnhof Hernals) Ecke Wattgasse / Hernalser Hauptstraße wurde 1900–1913 gebaut. Der Bereich wird auch durch Bedienstetenwohnhäuser sowie großflächige Wohnhausanlagen der späten 1920er Jahre geprägt.

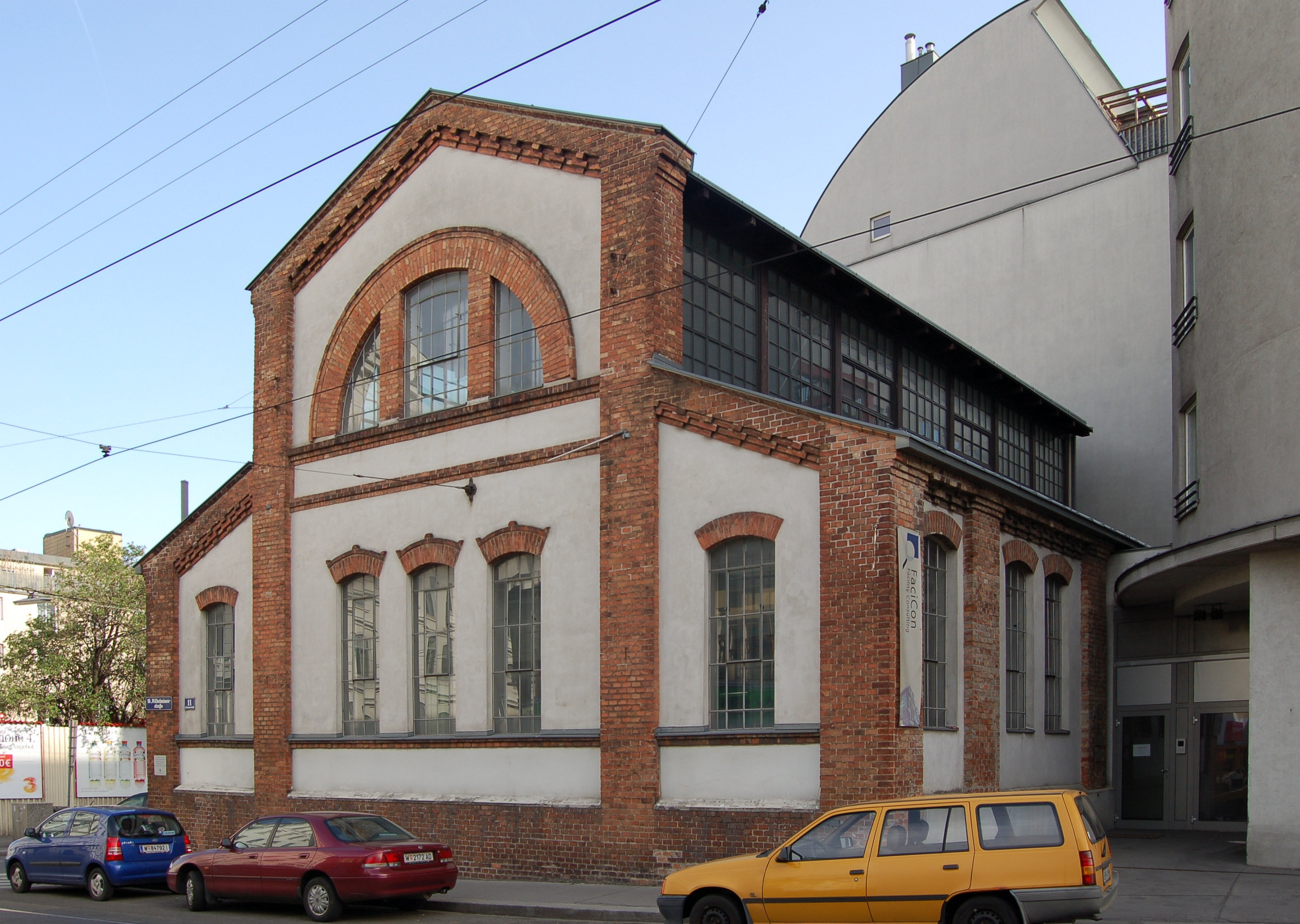
Basikale Maschinenhalle (erbaut ca. 1900) der ehem. Ottakringer Eisengießerei u. Maschinenfabrik Fernau (Wattgasse  30–32)
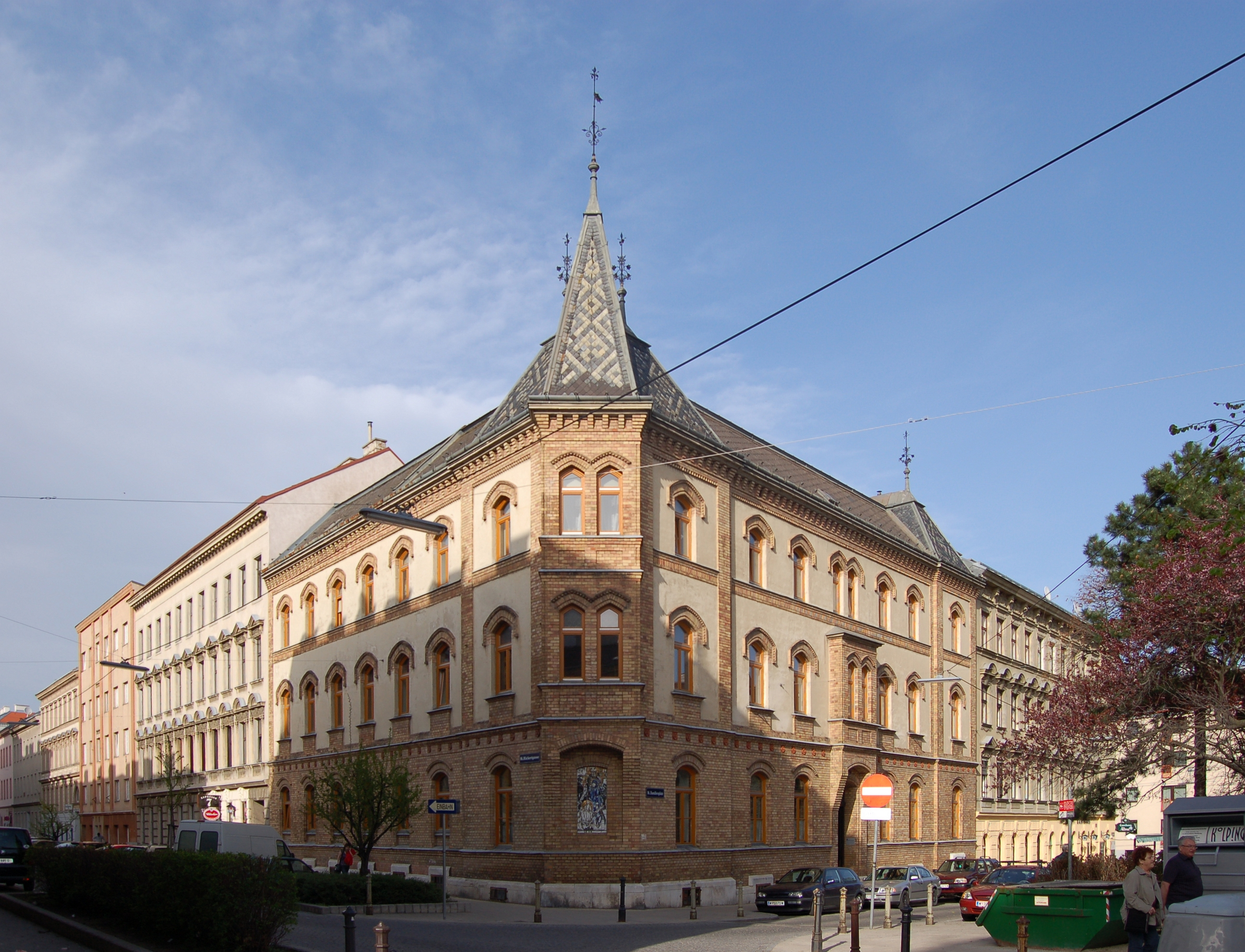
Pfarrhof der Neuottakringer Kirche am Familienplatz, 1894–1898
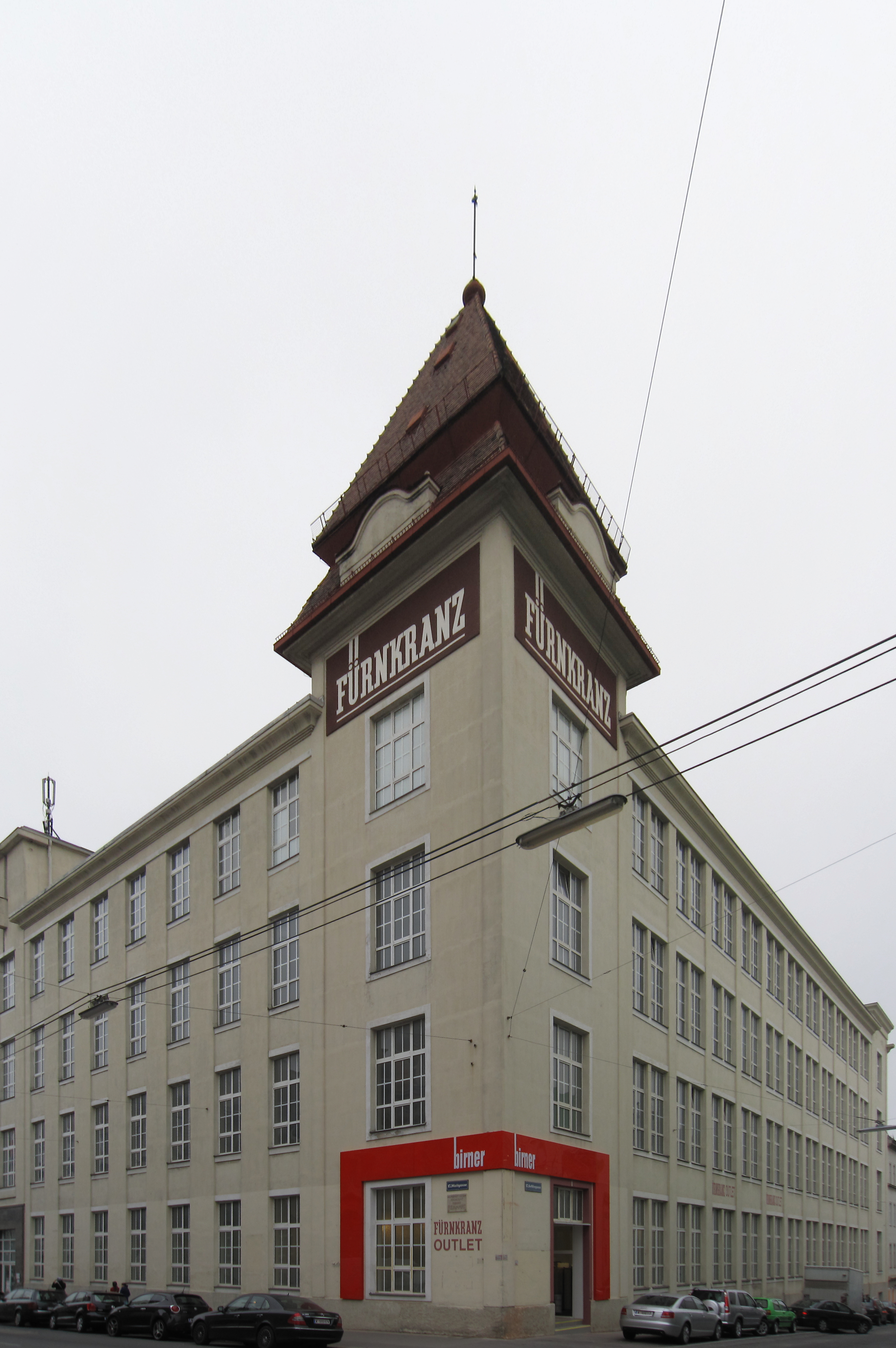
Ehemalige Büroartikelfabrik KORES (Wattgasse 48), 1915–1919 / 1929
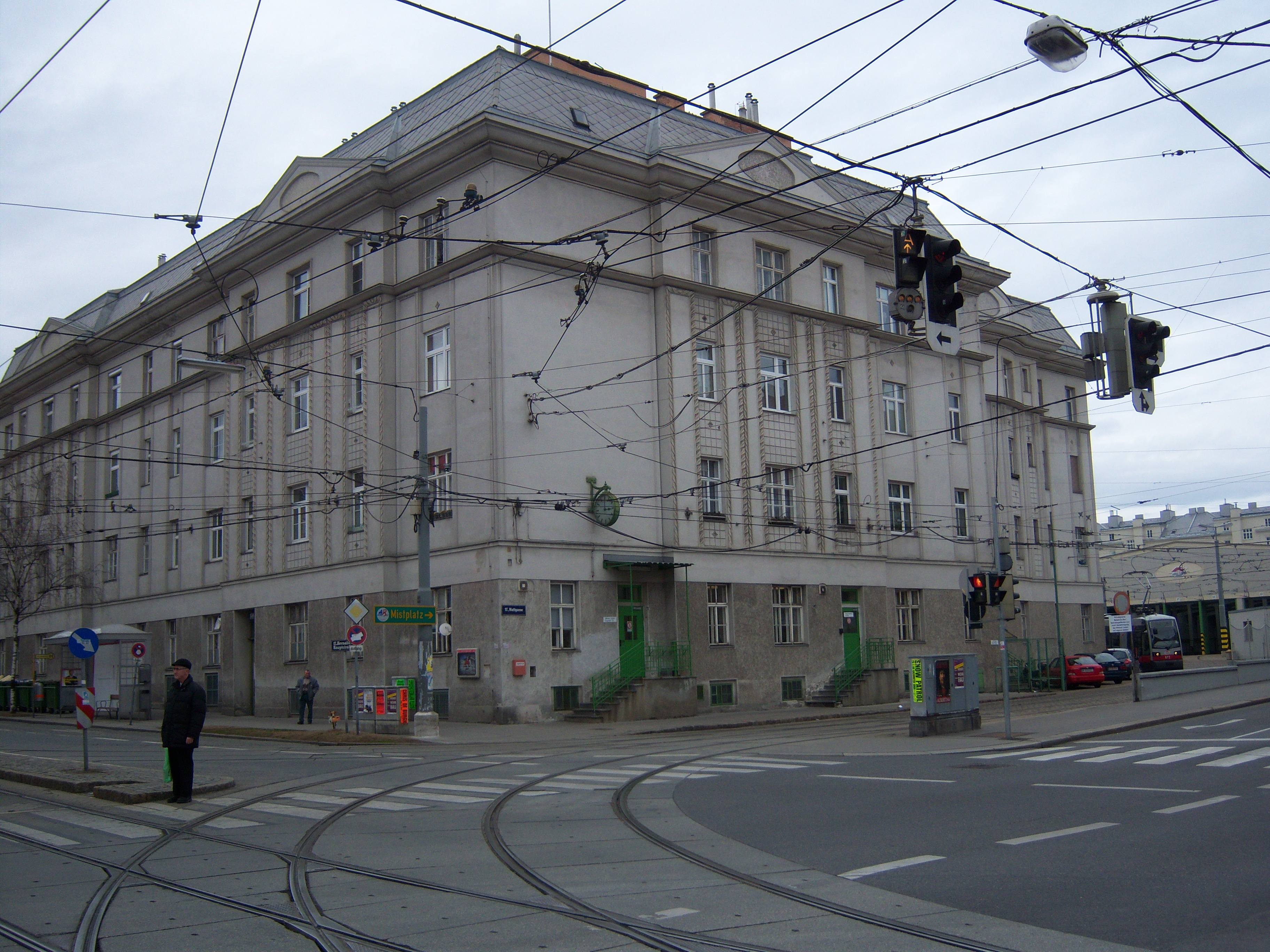
Betriebsbahnhof Hernals, 1900–1913
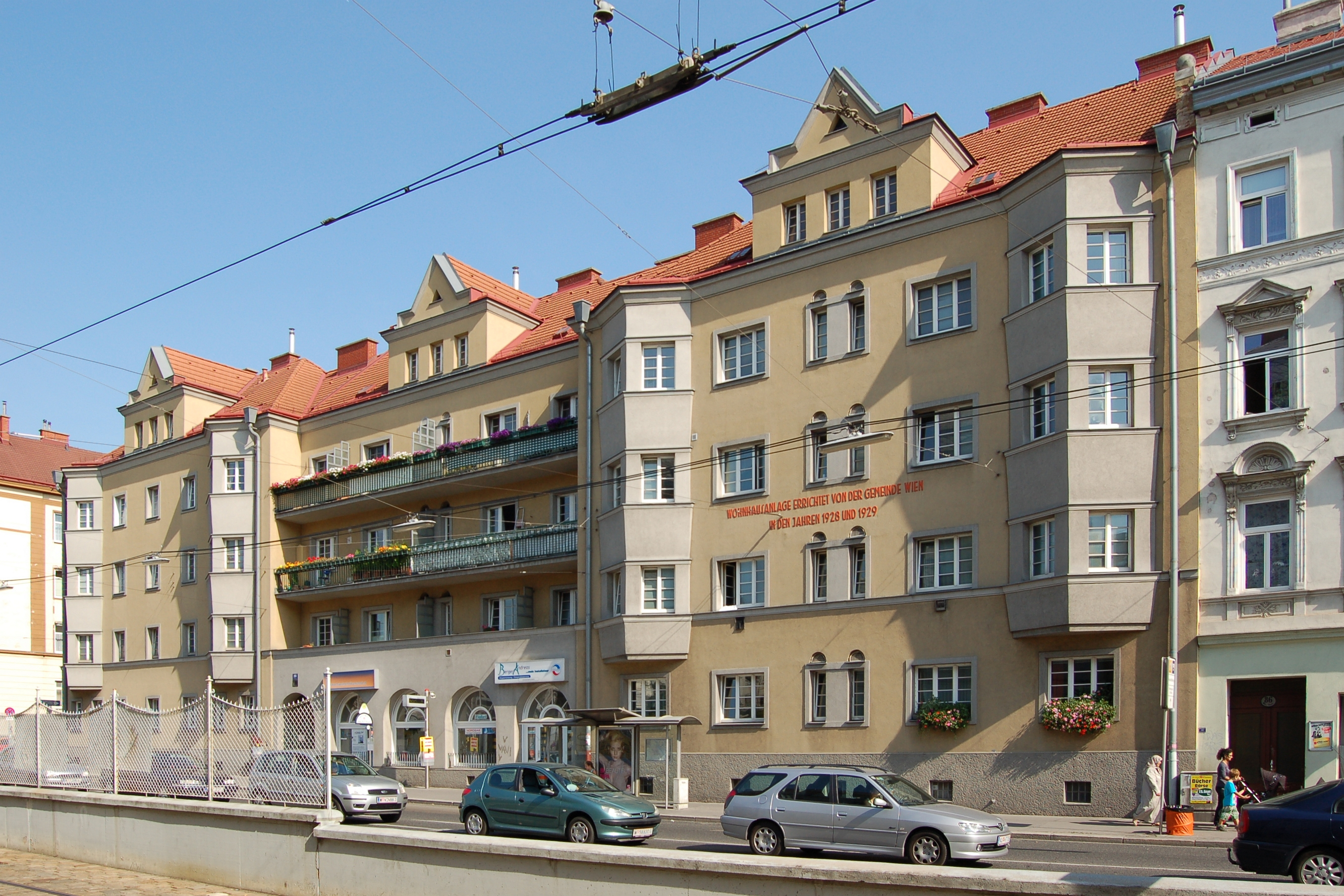
Wohnhausanlage Wattgasse 88, 1928 / 1929
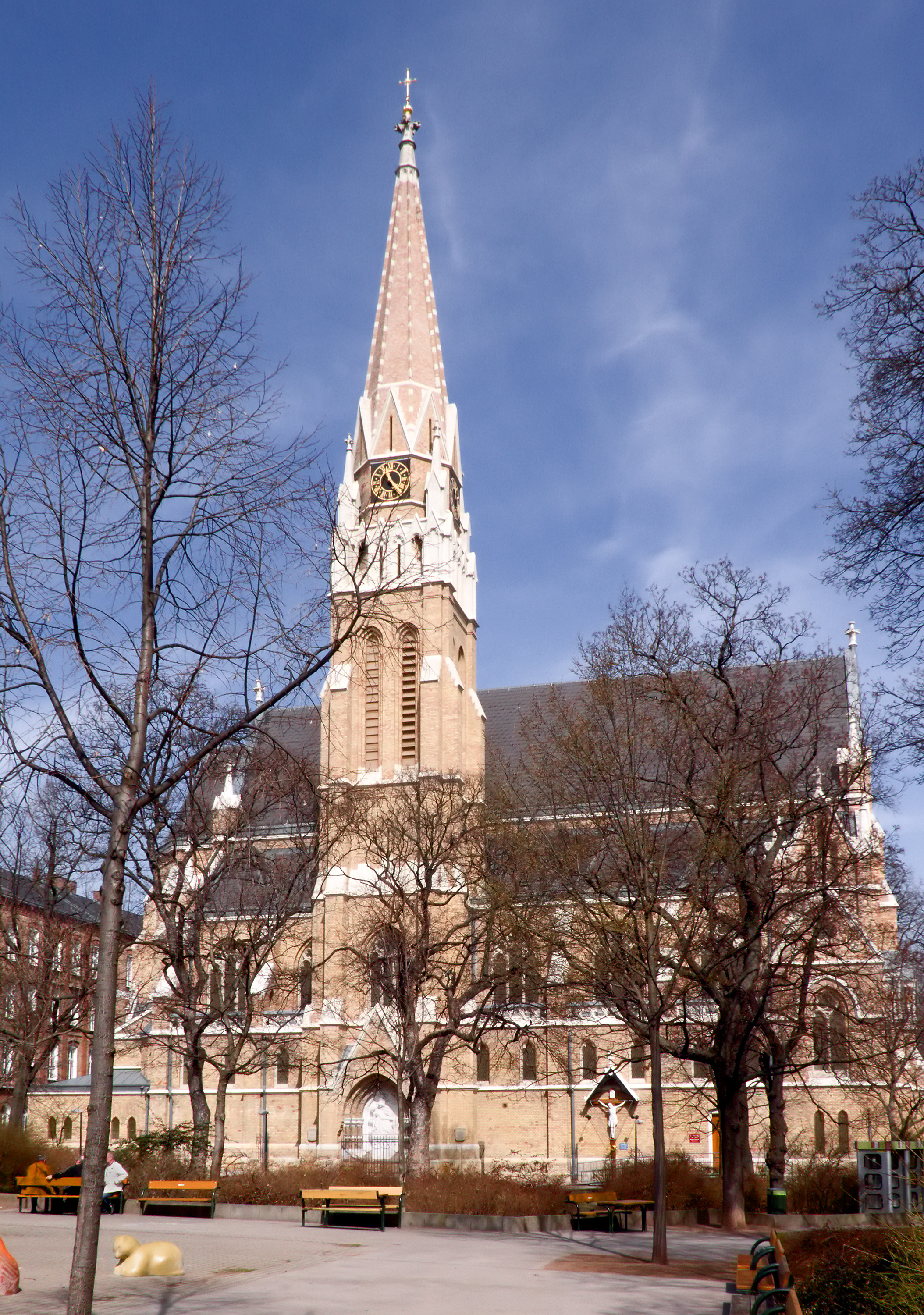
Redemptoristenkirche am Clemens-Hofbauer-Platz, 1886–1889

## Galerie

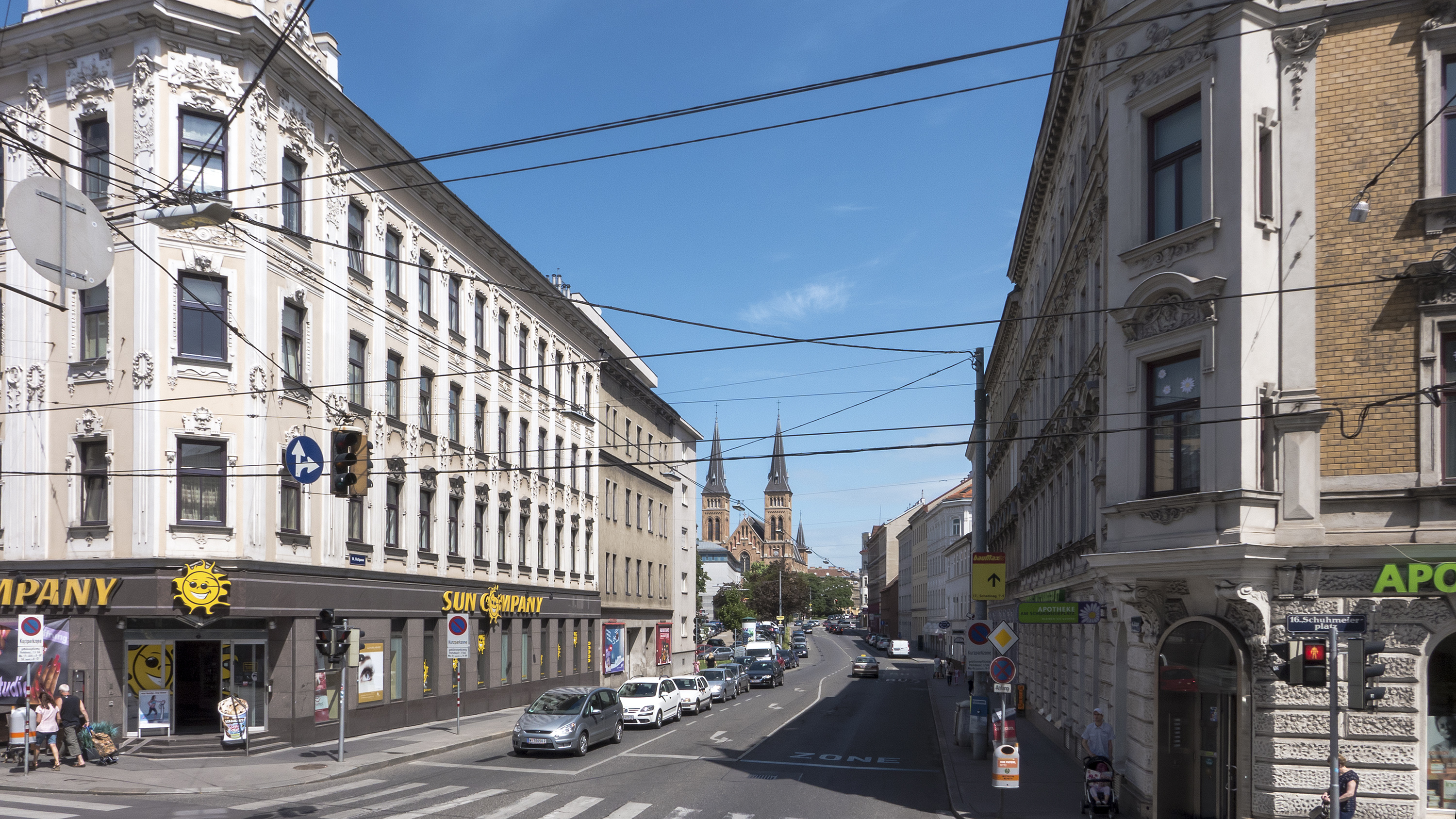
Der Beginn der Straße bei der Thaliastraße
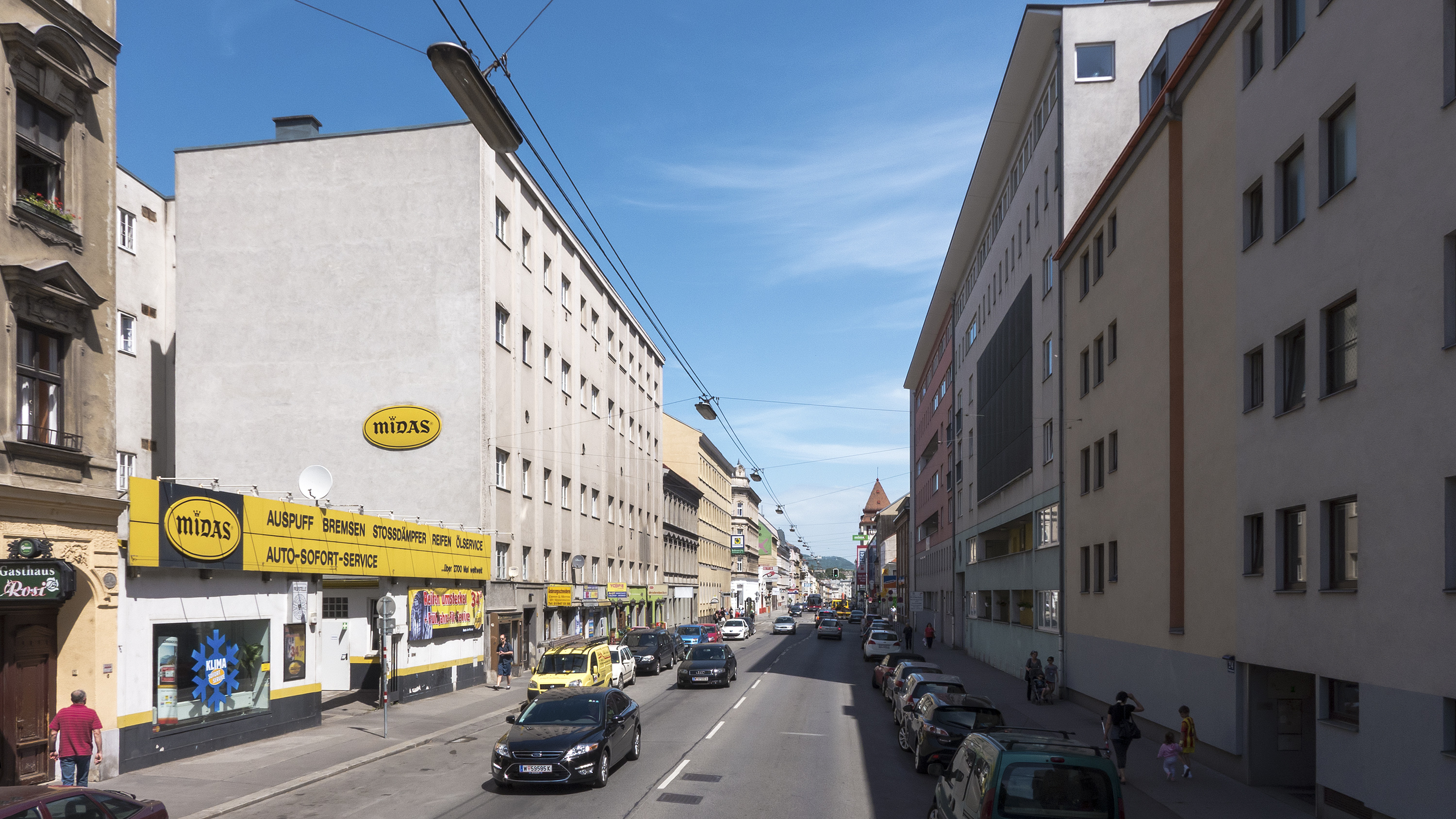
Bei der Degengasse
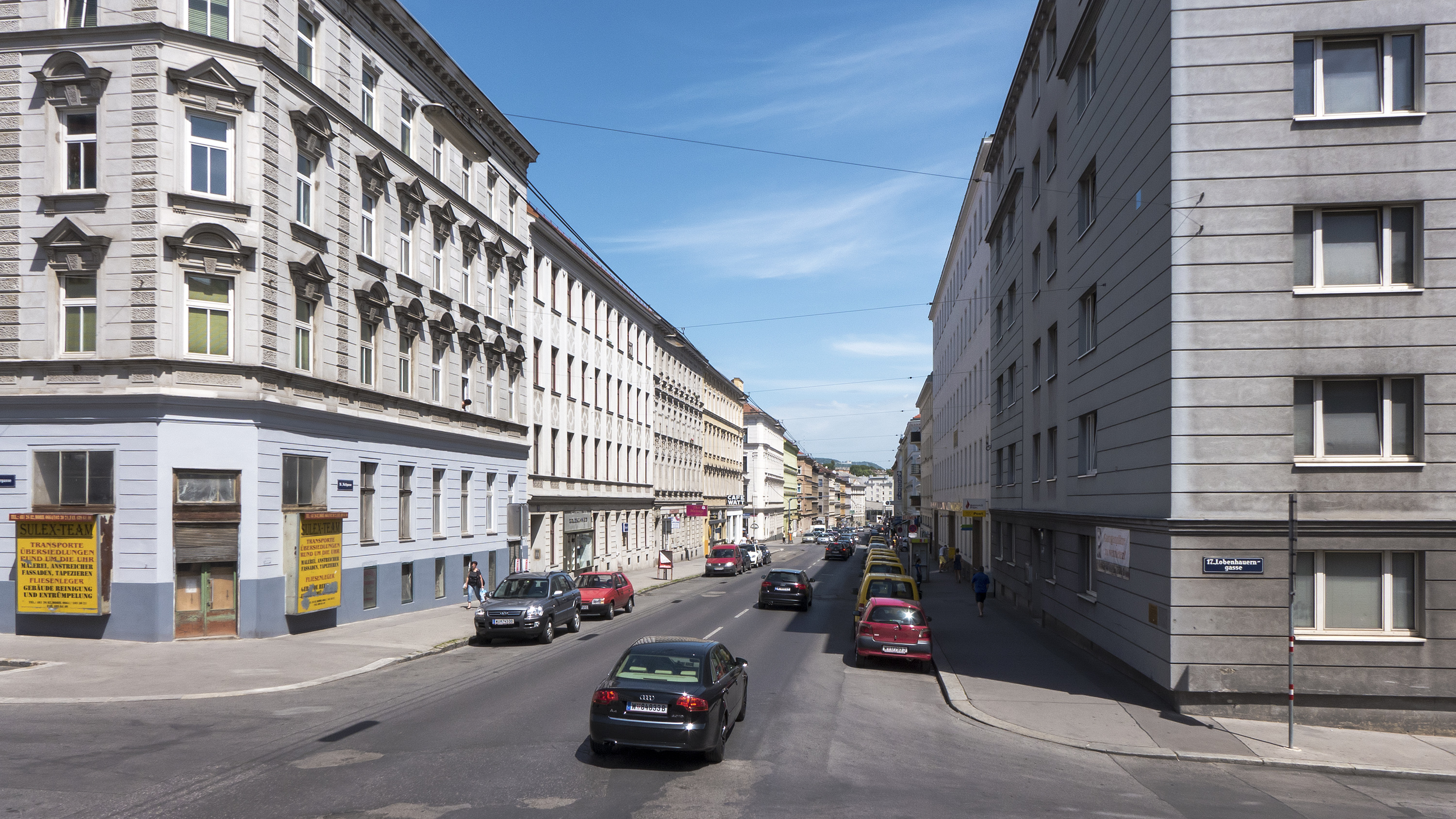
Bei der Lobenhauerngasse
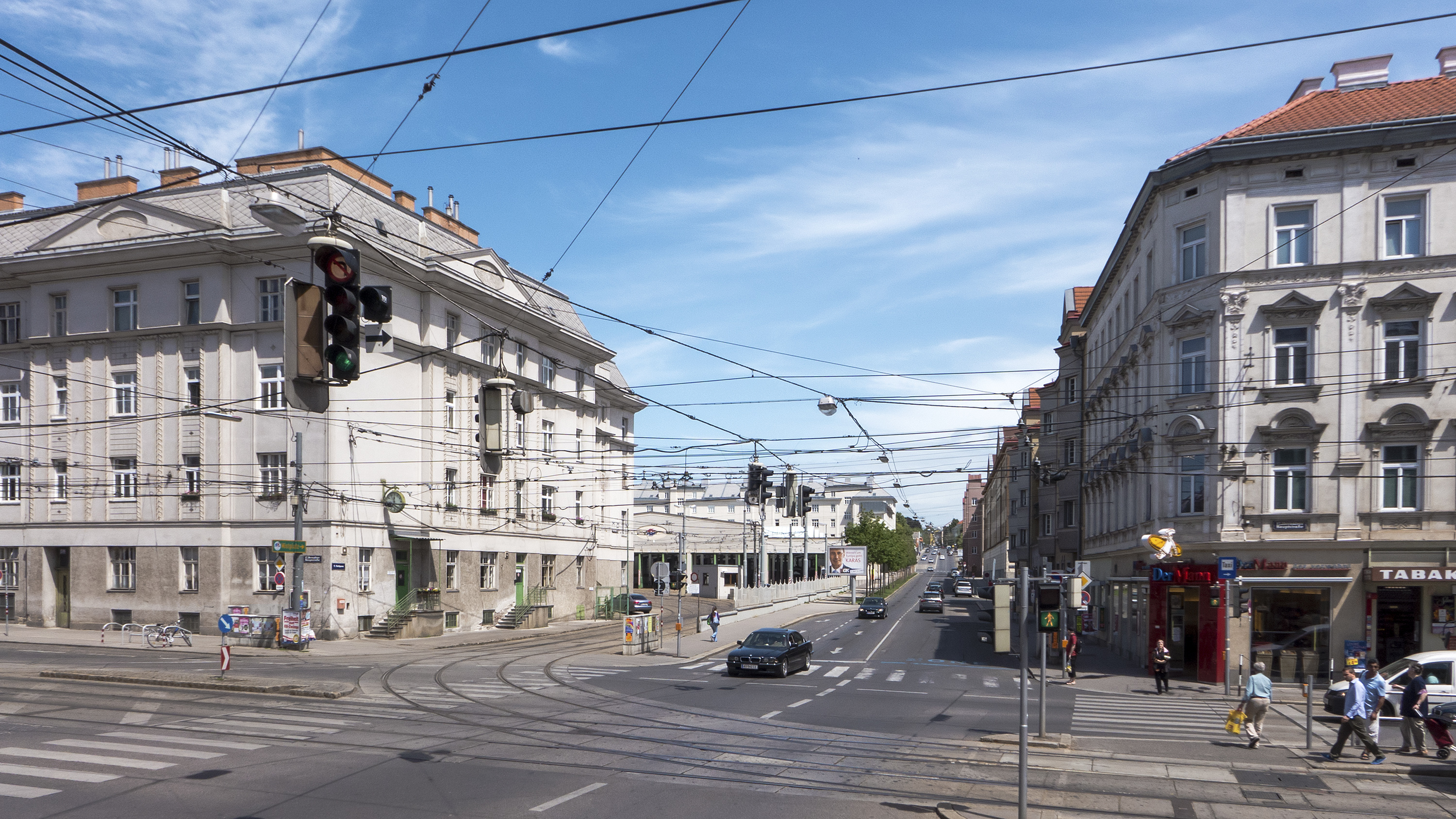
Bei der Hernalser Hauptstraße, links der Betriebsbahnhof Hernals
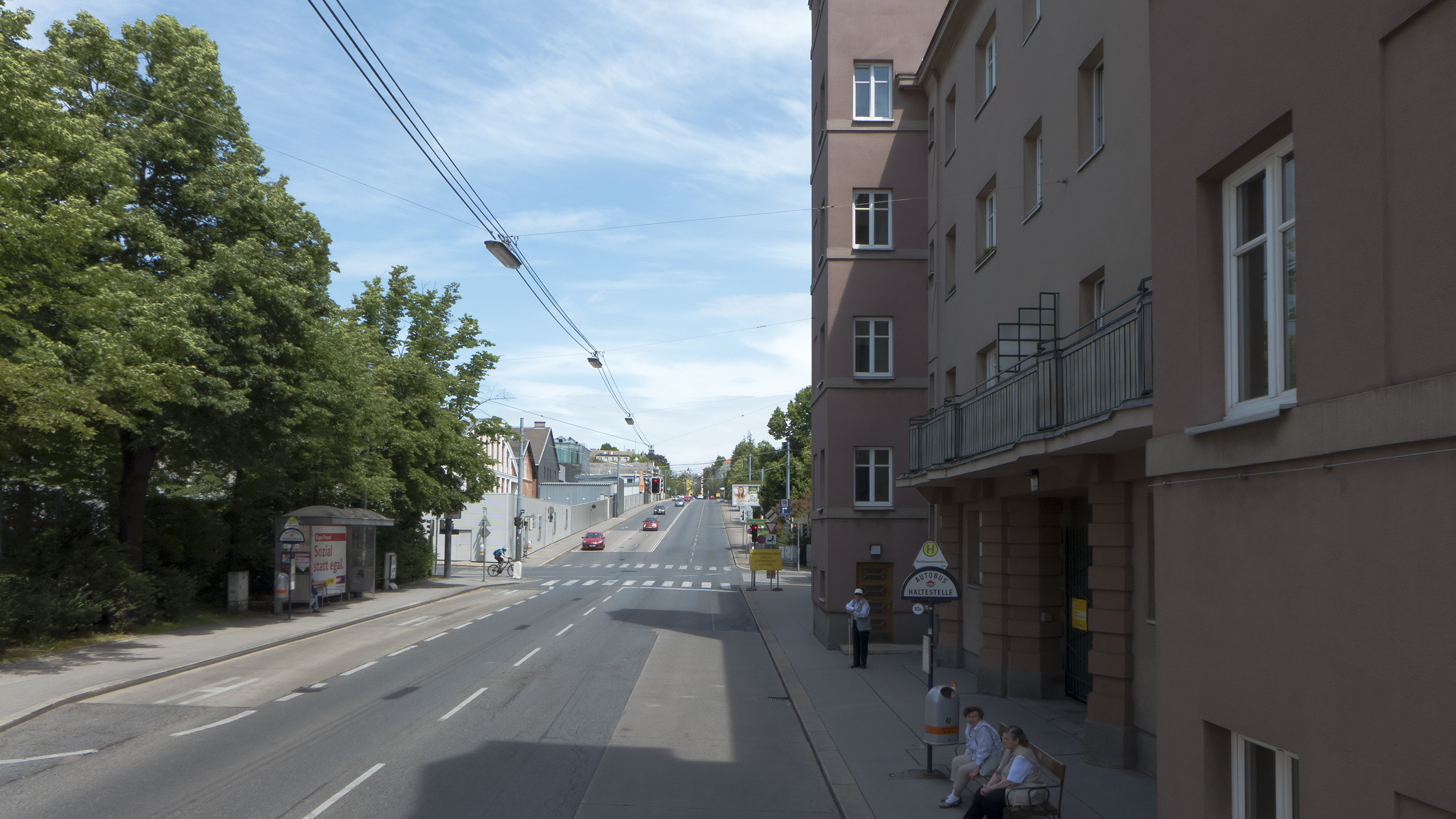
Das Ende der Straße bei der Roggendorfgasse